# Chu Ching-wu
Paul Chu, JP (en chino tradicional, 朱經武; en chino simplificado, 朱经武; pinyin, Zhū Jīngwǔ; Wade-Giles, ''Chu Ching-Wu''; 12 de febrero de 1941) es un físico sinoestadounidense especializado en superconductividad, magnetismo, y dieléctricos. Es profesor de física y jefe de ciencia en el Departamento de Física de la Escuela de Ciencias Naturales y Matemáticas de la Universidad de Houston. Fue presidente de la Universidad de Ciencia y Tecnología de Hong Kong de 2001 a 2009. En 1987 fue uno de los primeros científicos en demostrar la superconductividad de alta temperatura.

## Biografía
Aunque nació en Changsha, Hunan, la familia de Chu era originaria de Taishan, en la provincia de Cantón. Pasó su niñez en Taiwán y recibió su Bachelor of Science de la Universidad Provincial de Taiwán Cheng Kung en 1962. Obtuvo su maestría en la Universidad de Fordham en 1965. Completó su doctorado en la Universidad de California en San Diego en 1968.[cita requerida]
Tras dos años realizando investigación industrial en los Laboratorios Bell en Murray Hill, Nueva Jersey, Chu fue nombrado profesor adjunto de física en la Universidad Estatal de Cleveland en 1970. Más tarde sería ascendido a profesor asociado en 1973 y profesor de física en 1975.
Obtuvo el puesto de profesor de física en la Universidad de Houston en 1979. En 1987, anunció junto a Maw-Kuen Wu el descubrimiento de superconductividad por encima de 77 K en YBCO, levantando un frenesí científico ejemplificado en el Woodstock de física, en el cual fue presentador destacado. Fue nombrado entonces director del Centro de Texas para la Superconductividad. Fue jefe de ciencia de la misma universidad desde 1987. También fue consultor y miembro visitante en los Laboratorios Bell, el Laboratorio Nacional de Los Álamos, el Centro Marshall de vuelos espaciales, el Laboratorio Nacional Argonne, y DuPont en varias ocasiones.
Chu ha recibido numerosos honores y premios numerosos por su remarcable trabajo en superconductividad, incluyendo la Medalla Nacional de Ciencia y el Premio Comstock de Física en 1988, y el Premio Internacional de Nuevos Materiales de la American Physical Society. Fue colaborador invitado en la Cápsula del Tiempo del Milenio Nacional de la Casa Blanca en los Archivos Nacionales en el 2000, y fue elegido mejor investigador en los Estados Unidos por la US News and World Report en 1990.
En 1989, Chu fue elegido miembro de la Academia Estadounidense de las Artes y las Ciencias. Es también miembro  de la Academia Nacional de Ciencias de Estados Unidos, de la Academia China de las Ciencias (como miembro extranjero), de la Academia Sínica, de la Academia Rusa de Ingeniería y de la Tercera Academia Mundial de Ciencias. Sus actividades de investigación se extienden más allá de la superconductividad a magnetismo y dieléctricos. Sucedió al profesor Chia-Wei Woo como presidente de la Universidad de Ciencia y Tecnología de Hong Kong el 1 de julio de 2001. La presidencia de Chu acabó oficialmente el 1 de septiembre de 2009.

## Apariciones publicitarias
- TVB: "Power Up HK" (2009)